# Kyushu Shinkansen
Kyushu Shinkansen (九州新幹線 Kyūshū Shinkansen?) är en linje för höghastighetståg på Kyushu i Japan mellan Hakata station i Fukuoka och Kagoshima-Chuo i Kagoshima. Den södra delsträckan 126,1 km mellan Kagoshima och Shin-Yatsushiro invigdes 13 mars 2004.
Den återstående delen, 129,9 km till Hakata station och anslutning till Sanyo Shinkansen började byggas i mars 1998 och öppnades för trafik 12 mars 2011. Invigningsceremonin inställdes dock på grund av jordbävningen vid Tōhoku dagen innan. En fristående sträcka kallad Nishi-Kyushu Shinkansen (西九州新幹線 Nishi Kyūshū Shinkansen?) mellan Takeo Onsen och Nagasaki öppnades 23 september 2022.

## Trafik
Banan trafikeras av nyutvecklade tåg Shinkansen serie 800. Sedan sträckan till Hakata öppnades för trafik trafikeras den också med serie N700-tåg och har genomgående trafik till Shin-Osaka. Både JR Nishi-nihon och JR Kyushu har beställt N700 tågsätt av en ny typ med 8 vagnar istället för ordinarie 16 och utan lutande vagnkorgar. Den nya transporttjänsten med genomgående trafik mellan Kagoshima-Chuo och Shin-Osaka heter Mizuho (med få stopp) och Sakura (med fler stopp).

### Namnet Tsubame
Transporttjänsten för tågen mellan Hakata och Kagoshima-Chuo kallas Tsubame, som betyder svala. Namnet har historia bak till 1930 då det användes för ett nytt expresståg mellan Tokyo och Kobe och användes sedan för de snabbaste expresstågen även efter elektrifieringen av Tokaidolinjen 1956. När Tokaido Shinkansen öppnades 1964 flyttades Tsubame-expresstågen till anslutningen västerut från den och gick mellan Shin-Osaka och Hakata. När Sanyo Shinkansen öppnades i två etapper fortsatte Tsubame express att ansluta vid ändstationen och flyttades successivt längre ut på Kyushu. Fram till Kyushu Shinkansens öppnande kallades den snabbaste transporttjänsten på Kagoshima huvudlinje för Tsubame. Med invigningen av Kyushu Shinkansen kortades den trafiken av till att ge anslutning mellan Kyushu Shinkansen och Sanyo Shinkansen och bytte då namn till Relay Tsubame express. I och med färdigställandet av Kyushu Shinkansen så lades Relay Tsubame express ned.

## Anslutningar
Innan den norra sträckan invigdes stod banan inte i kontakt med det övriga shinkansennätet. JR Kyushu hade särskilda avgångar mellan Hakata och Shin-Yatsushiro kallade Relay Tsubame på den existerande smalspåriga Kagoshima huvudlinje för direkt anslutning. Stationen i Shin-Yatsushiro var utformad så att dessa stannade vid samma perrong som Shinkansen för enklare övergång så att bytestiden kunde hållas ner till 3 minuter. Alla andra tåg stannar vid andra perronger på stationen. Kyushu Shinkansen följer samma trafikkorridor som Kagoshima huvudlinje. Vid öppnandet av Kyushu Shinkansen överläts sträckan Sendai–Yatsushiro av Kagoshima huvudlinje som löper parallellt med Shinkansen till det nybildade bolaget Hisatsu Orenji Tetsudō. Hisatsu Orenji Tetsudōs delar de tre nybyggda stationerna för Kyushu Shinkansen de går mellan.  Den sista biten mellan Sendai och Kagoshima är kvar i JR Kyushus regi och heter fortfarande Kagoshima huvudlinje.
Kyushu Shinkansen terminerar på Kagoshima Chuo (central) som är Kagoshimas huvudterminal för fjärrtrafik med anslutningar till både Kagoshima huvudlinje och Nippo huvudlinje.

## Nishi Kyushu Shinkansen

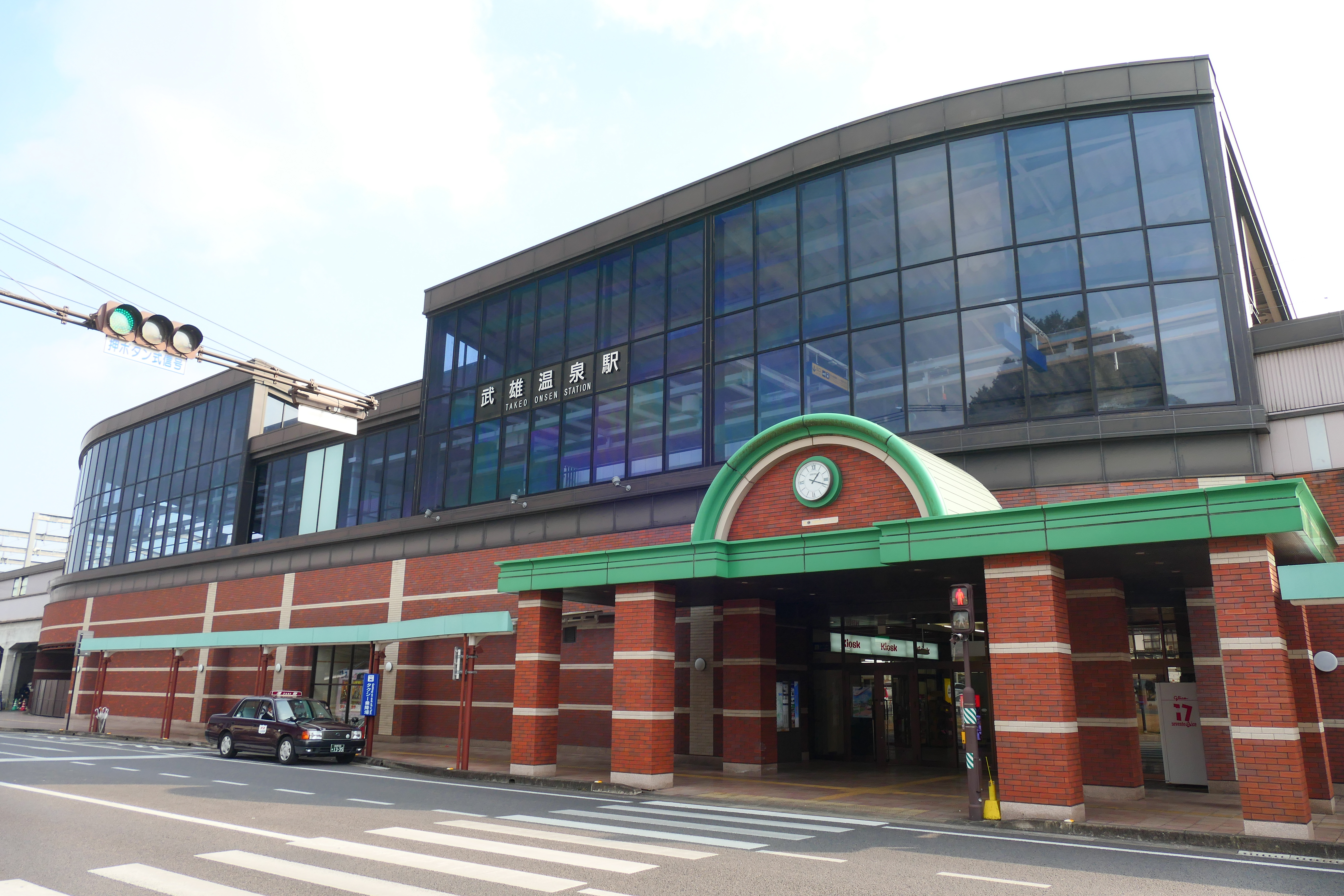
Takeo onsen, ändstation för och bytesstation till Nishi Kyushu shinkansen.

Japanska regeringen beslöt år 2008 att påbörja bygget av den 45,7 km långa sträckan Takeo Onsen–Shin Isahaya av en gren mot Nagasaki och 2012 beslöt de även att bygga fortsättningen 21 km från Isahaya till Nagasaki. Sträckan invigdes 23 september 2022. Eftersom denna sträcka inte har koppling till den existerande Kyushu Shinkansen har det inrättas en speciell expresstjänst på smalspåret mellan Shin-Tosu och Takeo Onsen med speciellt inrättade plattformar på stationen i Takeo Onsen för att kunna byta tåg genom att gå tvärs över plattformen. Det är samma koncept som tidigare användes innan sträckan Shin-Yatsushiro och Hakata öppnats. Den nya sträckan heter Nishi-Kyushu Shinkansen, Shinkansen-transporttjänsten heter Kamome (fiskmås), ett namn den tar över från expresstågen på smalspåret mellan Hakata och Nagasaki, Kamome Limited Express. JR Kyushu trafikerar Nishi-Kyushu Shinkansen med en kortare variant av N700S med 6 vagnar som fått egen design av industridesignern Eiji Mitooka som fått beteckningen N700S-8000 och har 396 platser. Linjen har 31 tunnlar med en sammanlagd längd av 40 km, medan 21 km är broar och viadukter och 5,3 km på marken. Kostnaden för banan var 620 miljarder yen, vilket var 20% över budget. Transportministeriet vill gärna se en fullt utbyggd anslutning i Shinkansenstandard till Nagasaki men Saga prefektur motsätter sig detta. De ser att färre resenärer kommer att stanna till i Saga på vägen till Nagasaki om det blir en direkt Shinkansenanslutning och att turtätheten eller hela konventionella tåglinjer kommer hotas nerdragningar.

### Spårviddsväxlande tåg
Tidigare höll JR:s utvecklingsbolag JRTT på att ta fram ett tåg för variabel spårvidd som var tänkt att trafikera Nishi-Kyushu Shinkansen och existerande smalspår från Takeo-Onsen för att ansluta med Kyushu Shinkansen vid Shin-Tosu. Uthållighetstesterna för detta visade dock på problem med konstruktionen så att det inte tagits fram något sådant tåg för reguljär trafik. Sagas guvernör Yoshinori Yamaguchi uttalade inför invigningen av den första etappen av Nishi Kyushu Shinkansen att det enda sättet att få direkt trafik utan byten för den nya shinkansenlinjen är att de kan utveckla spårviddsväxlande tåg då prefekturen inte kommer tillåta anslutning med normalspår.